# Barons de Jacksonville
Les Barons de Jacksonville sont une franchise professionnelle de hockey sur glace de la Ligue américaine de hockey qui a existé de 1972 à 1974.

## Histoire
Lorsqu'en 1972 les Crusaders de Cleveland de l'Association mondiale de hockey (AMH) commencèrent à jouer, le déclin des Barons de Cleveland prit forme. Ne pouvant rivaliser avec les tarifs en vigueur dans la Ligue nationale de hockey et dans l'AMH, la franchise perdit de nombreux talents en fin de contrat et, par conséquent, de nombreux fans. Le propriétaire, Nick Mileti, qui possédait aussi les Crusaders, décida que les deux équipes ne pouvaient cohabiter à Cleveland et déménagea les Barons en milieu de saison à Jacksonville en Floride.
Après une saison et demie sans succès, les Barons cessèrent définitivement leurs activités.

## Statistiques
| Saison    | PJ | V  | D  | N | Pts | BP  | BC  | Classement Final | Séries éliminatoires |
| --------- | -- | -- | -- | - | --- | --- | --- | ---------------- | -------------------- |
| 1972-1973 | 76 | 23 | 44 | 9 | 55  | 251 | 329 | 5e, West         | Non qualifiés        |
| 1973-1974 | 76 | 24 | 44 | 8 | 56  | 244 | 334 | 5e, South        | Non qualifiés        |